# Singa Manzangala
Pierre Singa Manzangala (ur. 1 sierpnia 1981 w Kinszasie) – kongijski piłkarz grający na pozycji napastnika. Od 2011 roku jest piłkarzem klubu RJS Heppignies-Lambusart-Fleurus.

## Kariera klubowa
Karierę piłkarską Manzangala rozpoczął w klubie KSC Lokeren. W latach 2001–2002 rozegrał w nim 2 mecze w pierwszej lidze belgijskiej. W kolejnych latach grał w amatorskich klubach takich jak: OS Aire-sur-la-Lys z Francji oraz belgijskie RFC Tournai, RRC Péruwelz i SC Petit-Waret. W 2011 roku przeszedł do RJS Heppignies-Lambusart-Fleurus.

## Kariera reprezentacyjna
W reprezentacji Demokratycznej Republiki Konga Manzangala zadebiutował w 2002 roku. W tym samym roku był w kadrze narodowej na Puchar Narodów Afryki 2002. Jego dorobek na tym turnieju to 3 spotkania: z Wybrzeżem Kości Słoniowej (3:1) i ćwierćfinale z Senegalem (0:2). W kadrze narodowej grał tylko w 2002 roku i wystąpił w niej 2 razy.